# Megaporus
Megaporus es un género de coleópteros adéfagos  perteneciente a la familia Dytiscidae. 

## Especies
- Megaporus feryi	Hendrich, Balke & Wewalka 2010
- Megaporus fischeri
- Megaporus gardneri
- Megaporus hamatus	(Clark 1862)
- Megaporus jini	Feng 2006
- Megaporus natvigi
- Megaporus piceatus	(Regimbart 1892)
- Megaporus tristis	(Zimmermann 1926)
- Megaporus unicum	Feng 2006
- Megaporus wilsoni
- Megaporus yangi	Feng 2006
- Megaporus yini	Feng 2006